# Лестерский кодекс
Ле́стерский ко́декс (Codex Leicester) — тетрадь научных записей, сделанных Леонардо да Винчи в Милане (либо во Флоренции[уточнить]) в 1504—1510 годах. Будучи одной из 30 научных работ художника, она признаётся наиболее значительной из всех.
Манускрипт состоит из 18 двойных листов бумаги, вложенных один в другой (36 folio размером 29 × 22 см), плотно исписанных с обеих сторон и образующих 72-страничную тетрадь. На каждой странице умещается порядка тысячи слов, сопровождаемых небольшими иллюстрациями на полях. Авторская нумерация двойных листов не подчиняется традиционной логике, она не ведётся ни с первого, ни с последнего листа. Неизвестно, когда был сделан картонный переплёт тетрадей.
Заметки Леонардо написаны его собственным зеркальным письмом — прочитать их можно только при помощи зеркала. Записи посвящены различным явлениям, о природе которых размышлял Леонардо, в первую очередь — гидрологии и роли воды в природе: как и почему течёт вода в реках, как она преодолевает препятствия и размывает почву, как лучше возводить мосты, а также астрономии — почему светится Луна, на что похож её рельеф и каковы её взаимоотношения с Солнцем и Землёй (в одной из заметок Леонардо напоминает себе «сделать стекло, чтобы разглядеть Луну поближе» — за 100 лет до изобретения телескопа) и геологии — как ведёт себя «тело Земли», каковы причины эрозии, откуда берутся окаменелости, из чего состоят минералы и так далее. Манускрипт содержит большое количество математических расчётов и диаграмм и некоторое количество рисунков технического свойства.
Неизвестно, где находился кодекс после смерти Леонардо. В 1690—1717 годах им владел художник и первый секретарь Академии Святого Луки Джузеппе Гецци, обнаруживший рукопись в Риме в сундуке некоего миланского скульптора (возможно, предыдущим владельцем был ученик Микеланджело Джакомо Делла Порта). «Лестерским» кодекс был назван в честь Томаса Кука, 1-го графа Лестера, купившего манускрипт у Гецци в 1717 году во время своего гранд-тура. Ещё будучи в Италии, граф заказал более разборчивый список с манускрипта. В 1719 году он перевёз рукопись в Великобританию, в свою резиденцию Холкем-холл в северном Норфолке.
В 1970-х годах попечители Холкем-холла из-за финансовых проблем решили продать рукопись. В декабре 1980 года с подачи искусствоведа Карло Педретти кодекс был куплен американским предпринимателем Армандом Хаммером на аукционе «Кристис» за $5,12 млн (около $15,8 млн по курсу 2019 года). Новый владелец переименовал рукопись в свою честь и назвал «Кодексом Хаммера» (Codex Hammer). Хаммер и Педретти решили разобрать сборник для того, чтобы иметь возможность выставлять его в виде отдельных тетрадей по четыре страницы в каждой. Было предпринято факсимильное издание кодекса, при этом для сопроводительного каталога Педретти изменил авторскую нумерацию листов. Искусствовед также выполнил перевод кодекса на английский язык — этот труд был закончен в 1987 году.
После смерти Хаммера в декабре 1990 года его коллекцию приобрёл Калифорнийский университет. Вскоре кодекс вновь был выставлен на аукционе «Кристис»: в ходе торгов 11 ноября 1994 года его приобрёл основатель компании Microsoft Билл Гейтс более чем за $30,8 млн (30,802,500). Кодекс был самой дорогой из когда-либо купленных книг до 2017 года, когда Церковь Иисуса Христа Святых последних дней приобрела второй манускрипт Книги Мормона за $35 млн.
Гейтс вернул рукописи её историческое название. По его инициативе Лестерский кодекс регулярно выставляется в различных музеях мира, с 2003 года он демонстрируется в Музее искусств Сиэтла.
В 1997 году принадлежащая Гейтсу компания Corbis, владеющая авторскими правами на изображения, оцифровала рукопись и выпустила посвящённый ей компакт-диск. Кроме разработки инструмента под названием Codescope, позволяющего разворачивать, транскрибировать и переводить оригинальный текст, была сделана анимация рисунков, а также проведена видеозапись опытов с водой, реконструированных лабораторией гидравлики Харриса Вашингтонского университета. Несмотря на заявленные намерения выложить все эти материалы на специальном сайте в открытый доступ, этого так и не было сделано.